# Осадові родовища
Осадові родовища (англ. sedimentary deposits, sedimentary fields; нім. sedimentäre Lagerstätten f pl, Sedimentlagerstätten f pl) — поклади корисних копалин, що формуються в процесі осадонакопичення на дні водойм.

## Класифікація
За місцем утворення вони розділяються на:
- річкові,
- болотні,
- озерні,
- морські і
- океанічні.

За характером осадонакопичення їх поділяють на 4 класи:
- механічні,
- хімічні,
- біохімічні,
- вулканогенні.

Механічні представлені уламковими фракціями осадів, що використовуються в основному як буд. матеріали (види гравію, піску і глин), а також річкові, прибережно-морські і океанічні розсипи золота, платини, алмазів, мінералів титану, олова, вольфраму та ін.
Хімічні включають види солей, гіпсу, ангідриту, боратів, бариту, руд заліза, марганцю, алюмінію (бокситів), а також деяких кольорових і рідкісних металів (мідь, молібден, ванадій, уран), що виникли зі справжніх і колоїдних розчинів на дні водойм.
До біохімічних належать види горючих газів, нафти, вугілля, фосфоритів, карбонатних і кременистих порід; вони осаджувалися з розчинів при хім. процесах внаслідок життєдіяльності організмів у водах і на дні водойм.
Вулканогенні виникли з осадів продуктів підводного і прибережного вулканізму. До них належать колчеданні види руд кольорових металів, оксидні види руд заліза і марганцю, а також яшм і кварцитів.

## Формування осадових порід
Формування осадових порід і пов'язаних з ними осадових родовищ проходить через 3 стадії літогенезу: седиментогенез, діагенез і катагенез. На стадії седиментогенезу відбувається випадання осадів на дно водойм при зносі їх водотоками з континенту або живленні вулканогенним матеріалом. У стадії діагенезу відбувається ущільнення осадів і вирівнювання їх хімічного складу під впливом порових вод. На стадії катагенезу відбувається остаточне оформлення хіміко-мінералогічного складу осадових родовищ та їх скам'яніння (літифікація).
Мінеральні зерна в рудах осадового походження не зв'язані взаємним проростанням, але зцементовані в компактну масу м'якою і в'язкою глинистою речовиною. У гірничій масі глинисті домішки можуть знаходитися у виді примазок і плівок на рудних частинках, конгломератів з грудками руди, окремих грудок.